# Династический брак

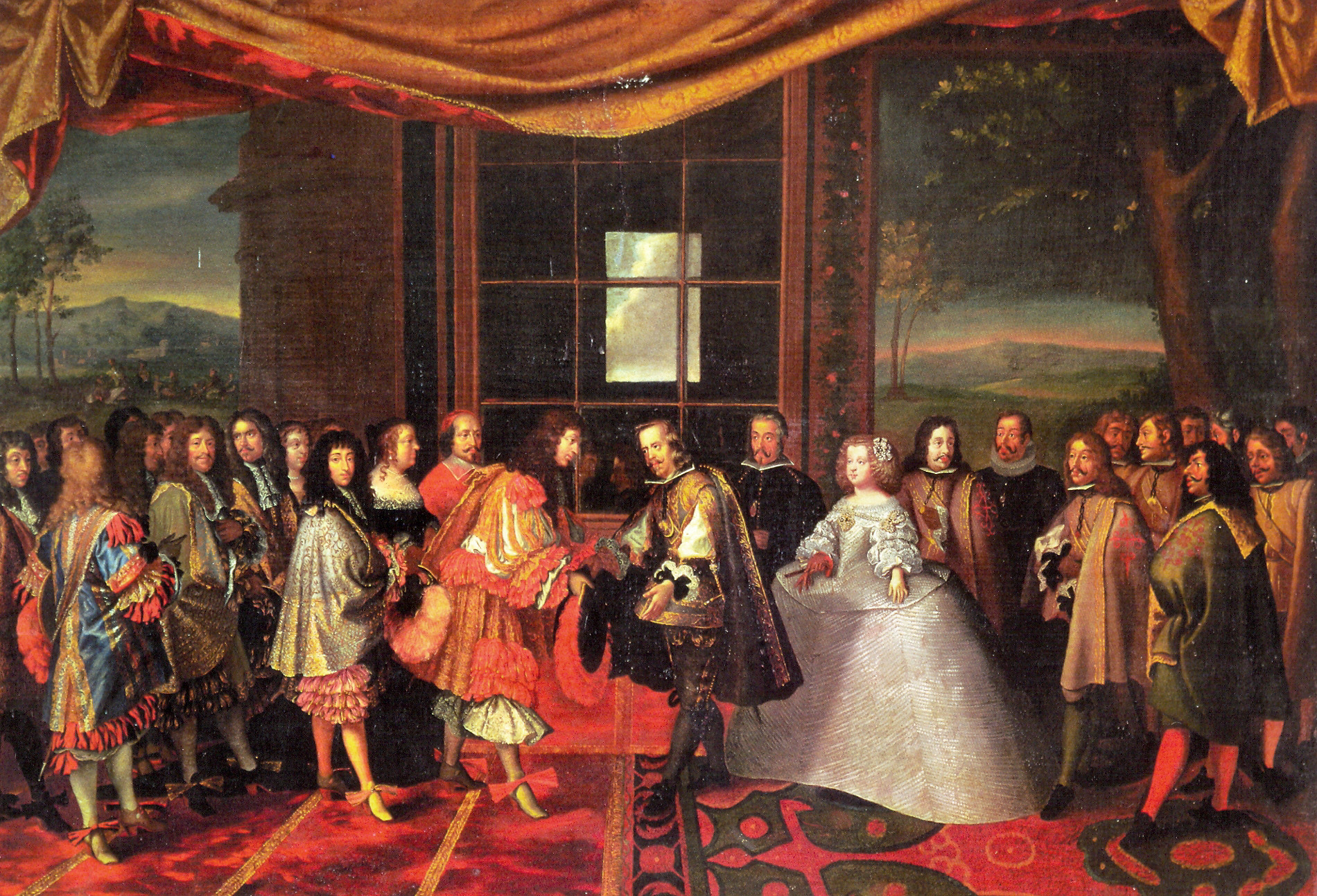
Король Франции Людовик XIV и король Испании Филипп IV встретились на острове Фазанов, чтобы заключить Пиренейский мир, частью которого был брак Людовика с дочерью Филиппа, Марией Терезией.

Династический брак — брак между членами правящих династий. В некоторых государствах монархам прямо не допускалось вступать в брак с представителями более низкого происхождения, но в большинстве случаев подобные союзы заключались исходя из политических интересов или сложившихся традиций.
В истории человечества заключение династических браков прослеживается с конца бронзового века, однако в Европе эта практика получила наибольшее распространение со Средних веков до середины XX века. За их счет монархи стремились достичь большего влияния как для себя лично, так и для своей династии, что в результате становилось как причиной новых войн, так и способом их избежать. Также брак становился способом получить право претендовать на чужой трон или часть территорий в случае, если предыдущий монарх не оставил после себя прямых наследников.

## Династический брак как международная политика
Для семей, в которых наследственность определяет порядок передачи власти этот принцип не соблюдается: на передний план выходят политические или другие неромантические причины, и во внимание принимается соотношение власти и богатства потенциальных супругов. Брак по политическим, экономическим или дипломатическим причинам был привычным явлением в европейских государствах на протяжении многих веков.
В XX веке династические браки среди европейских монархов стали более редки. Вместо этого в качестве супругов всё чаще выбирались представители знати собственной страны.
Последним случаем[когда?] заключения брака между членами правящих династий стала в 1982 свадьба принца Лихтенштейна Николауса и принцессы Люксембурга Маргариты.

### Внутридинастические браки
Помимо союзов, заключаемых между различными правящими династиями, практиковались браки между членами одной династии. В результате таких браков в настоящее время[когда?] десять[кто?] монархий Европы начиная с 1939 восходят к одному общему предку, Иоганну Вильгельму Фризо, принцу Оранскому.

## Морганатический брак
Некоторые династии придерживались концепции строго королевских браков. Бернадоты, Габсбурги, сицилийские и испанские Бурбоны, Романовы приняли особые законы, которыми определялись возможные династические браки. Во главу ставилось равное происхождение, что исключало из претендентов всех, кроме лиц монаршеского достоинства, даже самым знатных вельмож. В случае заключения недопустимого брака, он становился морганатическим, то есть ни супруга, ни дети от брака не имели права претендовать на трон, хотя в реальности случалось множество исключений.

## Близкородственные связи

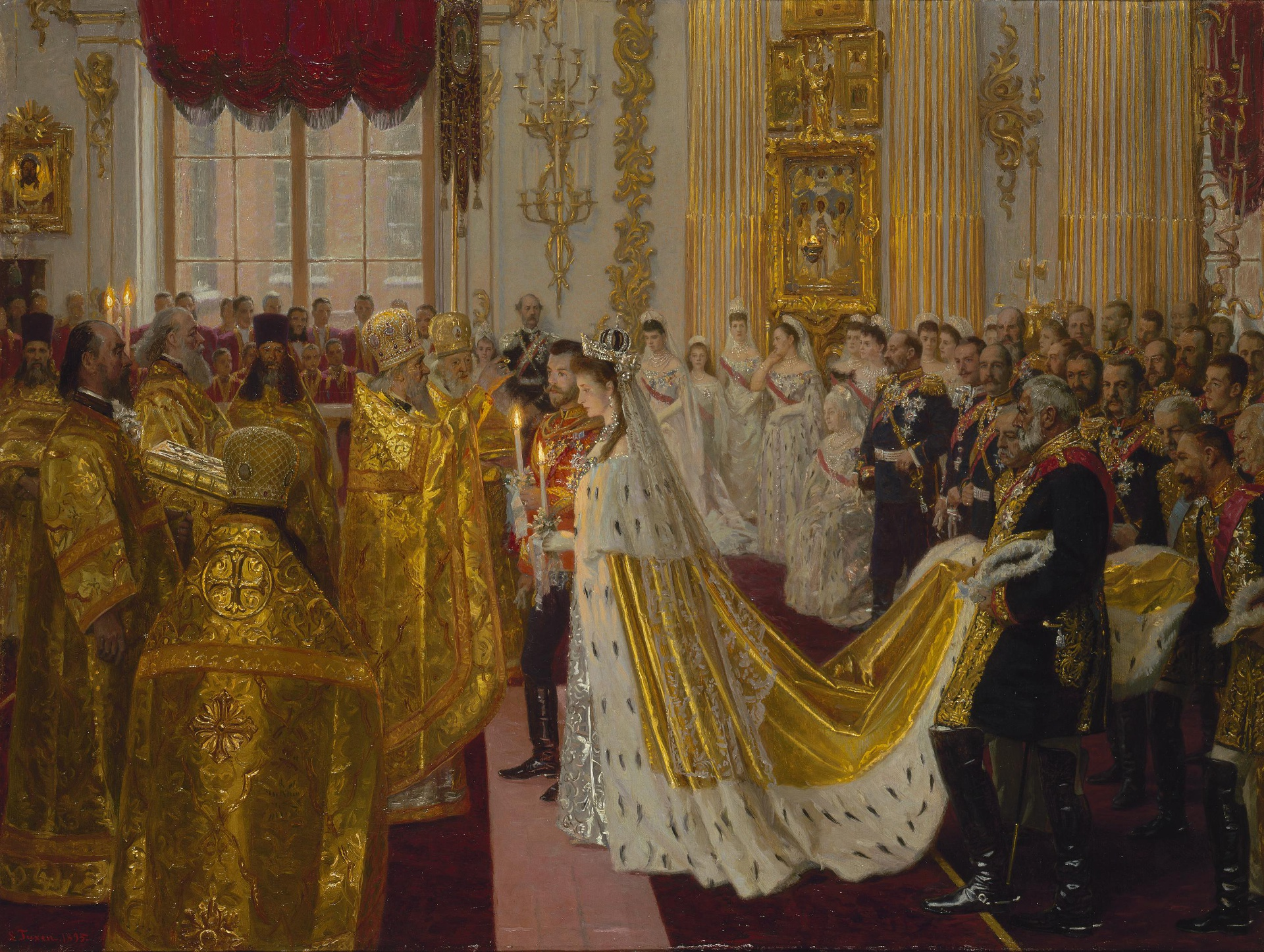
Николай II и Аликс Гессен-Дармштадтская были троюродными братом и сестрой по общей прабабушке Вильгельмине Баденской

С течением времени, из-за относительно ограниченного числа потенциальных супругов, генофонд многих правящих семей становился всё беднее, пока все европейские королевские династии не оказались родственниками. Это также привело к тому, что многие генеалогически ветви имели общего предка. Проявлением близкородственных связей, как считается, стала выпяченная челюсть представителей Габсбургов, хотя никаких генетических доказательств этому не представлено. В качестве другого примера часто называют[кто?] гемофилию цесаревича Алексея.
Существуют также примеры кровосмесительных браков, например, в Древнем Египте между Клеопатрой и Птолемеем XIII.